# Lotus T128 (LMP)
Lotus T128 (LMP) — спортпрототип під позначенням британського виробника Lotus Cars для перегонів Американської серії Ле Мана був створений відповідно до регламенту Прототипів Ле Ману класу LMP2 у співпраці з німецькою компанією Advanced Design Engineering Systems Solutions AG (Adess AG) і командою Kodewa з використанням мотора виробництва Praga.

## Історія
Кузов типу монокок виконано з вуглецевого волокна та алюмінієвого сотового армування. Хоча модель призначили для класу LMP2, конструкція кузова, шасі відповідало вимогам класу LMP1. Мотор Judd HK об'ємом 3600 см³, потужністю 475 к.с. виготовила компанія Praga. 6-ступінчаста напівавтоматична коробка передач TLSM 200 виготовила компанія Hewland.
Дебют команди і двох машин моделі T128 (LMP) було заплановано на 2013, причому моделі Kodewa отримали спонсорську назву Lotus. Планувалось запропонувати модель іншим командам для участі в інших серіях перегонів.
У перегонах 24 години Ле-Мана 2013 взяли участь дві T128 за номерами 31, 32. Машина 31 зійшла після 17 кіл, машина 32 після 219.